# 中国驻马来西亚大使馆
中华人民共和国驻马来西亚大使馆（英語：Embassy of the People's Republic of China in Malaysia），简称中国驻马来西亚大使馆，是中華人民共和國對马来西亚設置的外交代表機構，中国驻马来西亚大使为全館最高首長。館址位於马来西亚首都吉隆坡的安邦路229号（229, JALAN AMPANG）。

## 机构设置
根据有关规定，中国驻马来西亚大使馆设置下列机构：

### 内设机构
- 政治处
- 武官处
- 经商处
- 文化处
- 领事部
- 办公室

### 总领事馆
- 中国驻古晋总领事馆
- 中国驻哥打基纳巴卢总领事馆
- 中国驻槟城总领事馆

### 各单位负责人
以下为各部门参赞及主任：
- 公使：唐锐
- 武官：张戈
- 经商公参：张佩东
- 经商参赞：李静
- 领事参赞：马翠宏
- 政工参赞：冯春
- 政务参赞：郁峻
- 政治处主任：钱珺珺
- 新公处主任：唐瑭
- 办公室主任：王楠
- 文化处参赞：张振
- 文化处主任：冯军

## 联系方式
- 外国公民签证：中国签证申请服务中心

电话：+60 3 21760888
传真：+60 3 21756888
网址：www.visaforchina.org
邮箱：klcentre@visaforchina.org
- 中国公民领事保护：

电话：+86 (0)10 12308 或 +86 (0)10 59913991（24小时）、+60 3 21636853、+60 3 21645301
领保邮箱：lingbaokl@gmail.com
- 中国公民旅行证件/公证/认证：

咨询电话：+60 3 21645250、+60 3 21645272  工作日14:00-17:00
传真：+60 3 21636809
咨询邮箱：lingshikl@gmail.com
- 政治处：电话：+60 3 21443779；传真：+60 3 21484495
- 办公室：电话：+60 3 21428495；传真：+60 3 21414552
- 文化处：电话：+60 3 21416093；传真：+60 3 21429368
- 经商处：电话：+60 3 42513555；传真：+60 3 42513233

电子邮箱：chinaemb_my@mfa.gov.cn